# 西山勇毅
西山 勇毅（にしやま ゆうき、1989年4月16日 - ）は、日本の研究者、大学教員、エンジニアである。
東京大学生産技術研究所情報・エレクトロニクス系部門所属。

## 略歴
- 2008年3月 慶應義塾高等学校卒業[1]
- 2012年3月 慶應義塾大学環境情報学部卒業
- 2015年9月-2016年3月 カーネギーメロン大学 ヒューマンコンピューターインタラクション研究所 訪問研究員
- 2014年3月 慶應義塾大学大学院政策・メディア研究科博士前期課程修了
- 2017年4月-2017年9月 青山学院大学 理工学部情報テクノロジー学科 非常勤助手（併任）
- 2017年4月-2018年3月:  慶應義塾大学 環境情報学部 非常勤講師（併任）
- 2017年9月 慶應義塾大学大学院政策・メディア研究科博士後期課程修了
- 2017年10月‑2018年3月　慶應義塾大学 政策・メディア研究科 特任助教
- 2018年4月‑2019年8月 フィンランド・オウル大学　ユビキタスコンピューティング研究所　博士研究員
- 2019年9月‑2022年3月 東京大学生産技術研究所 助教
- 2022年4月 東京大学空間情報科学研究センター 講師
- 2025年4月 東京大学空間情報科学研究センター 准教授